# Frederik Carl Lemming
Frederik Carl Lemming, född 2 maj 1782 på Falster, död där 14 november 1846, var en dansk violinist, violast och gitarrist. Han var ledamot av Kungliga Musikaliska Akademien.

## Biografi
Frederik Carl Lemming föddes 2 maj 1782. Han var son till färjemannen Hans Jacob Lemming och Elisabeth Milau. Hans pappa arbetade som färjeman vid Guldborgs färja på Falster och hans mamma hade tidigare varit gift med prästen L. P. Floor.
Lemming blev student 1801 i Vordingborgs skola, men gav sig snart ut på resor. Han hade goda musikaliska anlag och blev även skicklig på olika instrument, främst på violin men senare även på gitarr. Lemming fick sin första undervisning på gitarr av den danske sjöofficeren L. Lorck. han blev senare en berömd virtuos på gitarr.
Efter att under en tid varit anställd som musikdirektör vid kungliga teatern i Rio de Janeiro kom han 1817 till Köpenhamn och gav den 11 februari 1818 en konsert på Det Kongelige Teater under vilken han framförde flera av sina kompositioner för violin och gitarr och blev samma år utnämnd till kunglig kammarmusiker. Under en rad år gav han konserter under ständiga resor i Danmark, Norge och Sverige. Han anställdes 1 juli 1833 som violast vid Kungliga Hovkapellet i Stockholm och slutade där 1 juli 1835. Sina sista år tillbringade han på Vaalse i Falster, där han avled 14 november 1846.
Lemming gifte sig första gången med Frederikke Rosine Hein (död 1834). De fick tillsammans flera barn, bland annat en dotter som 13-åring uppträdde som konsertsångare och en son som senare arbetade som musiker i Sverige. Lemming gifte sig andra gången med Anne Kirstine Jensen.
Han invaldes 1832 som ledamot av Kungliga Musikaliska Akademien i Stockholm.

## Musikverk

### Violin
- Études fantastiques.[3]